# Rue de Maubeuge (Lille)
La rue de Maubeuge est une voie publique urbaine de la commune de Lille, dans le département français du Nord.

## Situation et accès
La rue relie le boulevard Jean-Baptiste-Lebas à la rue de Valenciennes. Elle donne accès à la
rue Jean-Jaurès qui en constitue le prolongement et à la courte rue Diderot. Elle croise la rue de Cambrai.
Elle est desservie par la station de métro aérienne Porte de Valenciennes (métro de Lille).

## Origine du nom
Le nom de la ville de Maubeuge lui a été donné en 1866 à l'exemple de ceux des rues voisines qui portent le nom de villes du Nord de la France (rues de Cambrai, de Valenciennes, de Douai, d'Arras)

## Histoire
La rue prend la suite d’un chemin qui reliait la porte des Malades, actuelle porte de Paris, à Ronchin. Son point départ à la sortie des fortifications était approximativement situé sur un plan actuel à l’emplacement de l'angle de la rue Camille Guérin et du boulevard Jean-Baptiste-Lebas. Avant 1834, il était indiqué comme sentier de Ronchin sur le territoire de l'ancienne commune de Wazemmes puis rue de Lille de l'ancienne commune de Moulins-Lille. Cette rue se prolongeait sur le parcours de l’actuelle rue Jean-Jaurès sur le territoire de cette commune créée en scission de celle de Wazemmes en 1834. Cette rue de Lille était plus étroite que les actuelles rues de Maubeuge et Jean-Jaurès.
À la suite de l’agrandissement de Lille en 1858, la partie nord de ce chemin disparait dans le boulevard d’Italie (actuel boulevard Jean-Baptiste-Lebas) créé à cette époque. Sa partie sud 
qui correspond à l'actuelle rue de Maubeuge jusqu’à l’actuelle rue Jean-Jaurès est intégrée dans le schéma des voies tracées dans la ville agrandie. La voie est élargie et prend le nom de rue de Maubeuge en 1866.
Dans le prolongement de la rue de Maubeuge, la rue de Lille prend le nom de rue de Ronchin dans la ville de Lille qui absorbe la commune de Moulins en 1858. La rue de Ronchin est renommée rue Jean-Jaurès en 1924. 
À la même époque, la construction de la nouvelle enceinte dans les années 1860 interrompt  le parcours vers Ronchin.
Ce très ancien parcours qui débutait à la limite extérieure des fortifications médiévales à la sortie de la porte des Malades, ancienne porte de Paris, s'est appelé chemin des Malades dont un court tronçon en impasse à Ronchin a conservé le nom.
La rue qui traversait à sa création des terrains nus de l'ancienne zone inconstructible longeant la partie de l'enceinte supprimée à la suite de l'agrandissement de Lille de 1858, se borde de maisons à la fin du XIXe siècle.

## La rue auXXIesiècle
La rue à double sens de circulation est bordée de maisons  ou petits immeubles d’habitation en majorité construits autour de 1900. 
Du côté de la gare Saint-Sauveur, un immeuble de logements sociaux construit en panneaux préfabriqués au début des années 1950 est démoli en 2023. À son arrivée rue de Valenciennes, elle longe à main gauche un ensemble de petites maisons ouvrières en projet de démolition en 2024 et le monument en souvenir de l'explosion des dix-huit ponts en 1916.

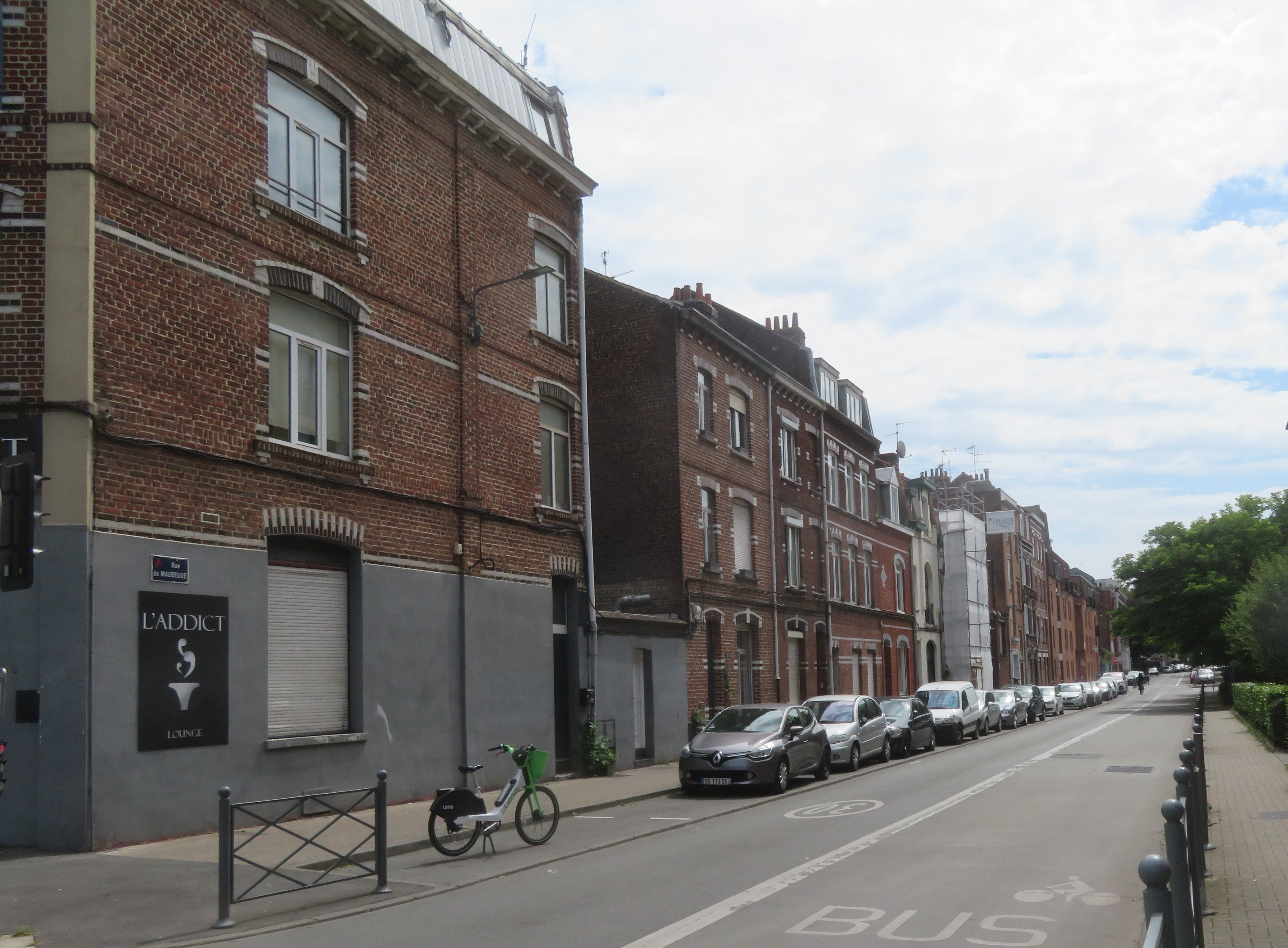
Rue de Maubeuge vue de la rue de Cambrai vers la rue Jean-Jaurès
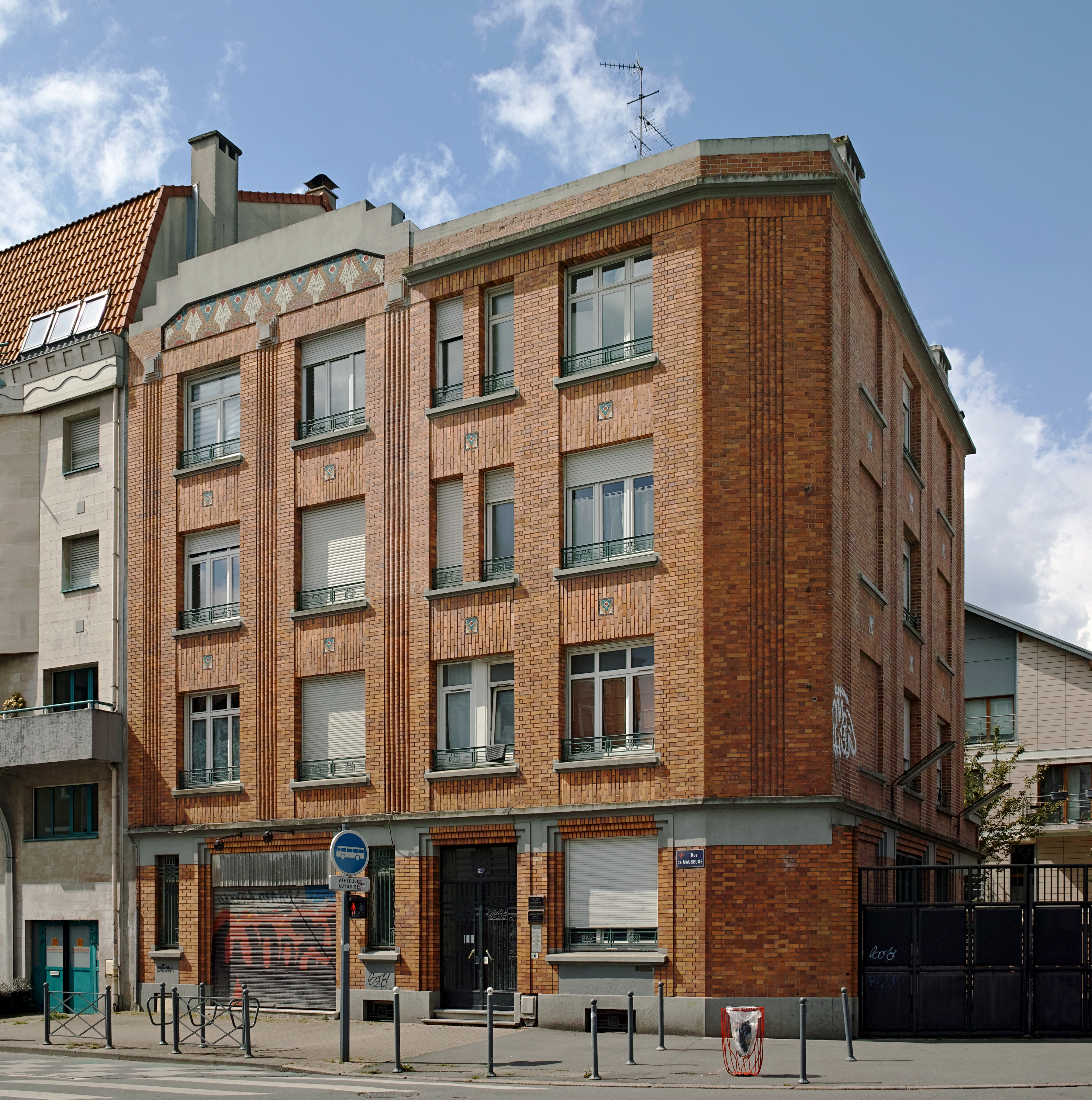
Lille immeuble 32 bis rue de maubeuge

.